# 弗吉爾 (紐約州科特蘭縣)
弗吉爾（英語：Virgil）是位於美國紐約州科特蘭縣的普查規定居民點。

## 人口
根據2020年美國人口普查的數據，弗吉爾的面積為2.32平方千米，皆為陸地。當地共有人口298人，而人口密度為每平方千米128.45人。